# Charles-Émile Freppel

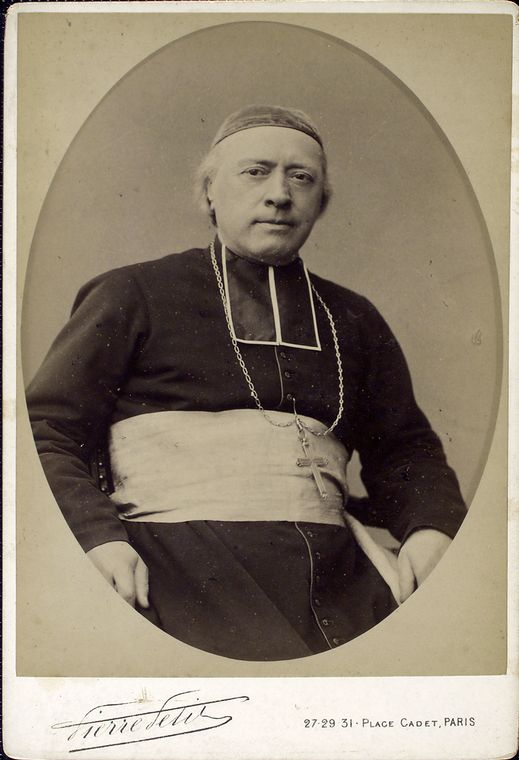
Charles-Émile Freppel

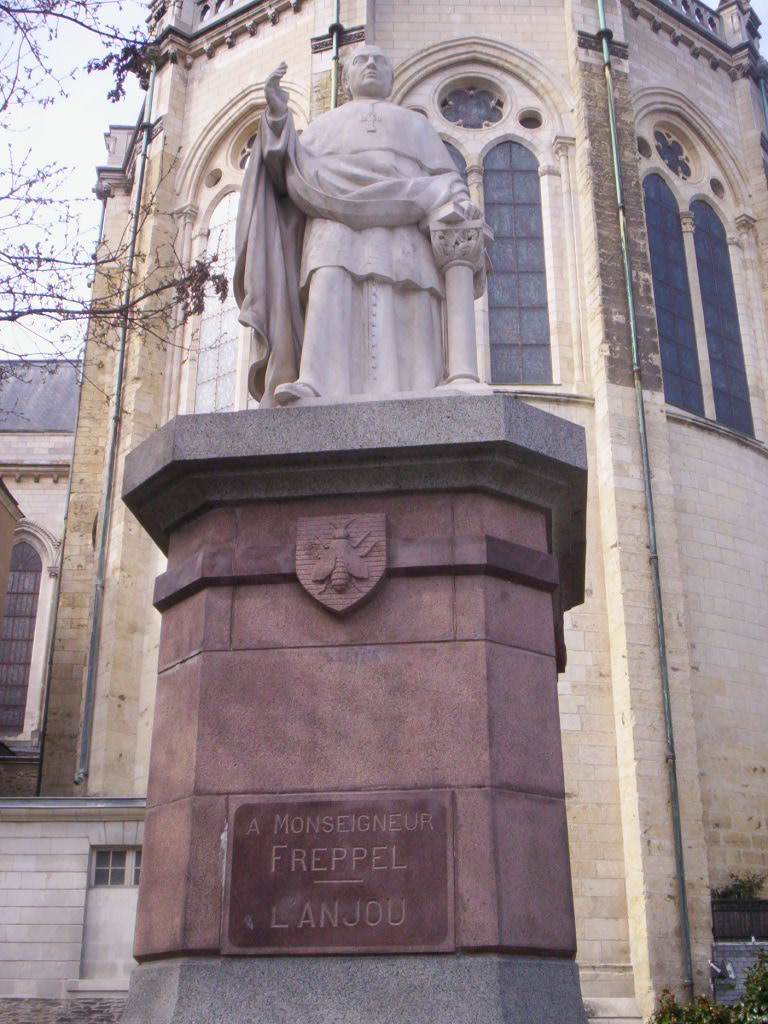
Statue von Charles-Émile Freppel in Angers

Charles-Émile Freppel (* 1. Juni 1827 in Obernai (Oberehnheim); † 23. Dezember 1891 in Angers) war ein französischer römisch-katholischer Bischof und Kirchenhistoriker.

## Leben
Freppel wurde auf dem Seminar in Straßburg zum Priester ausgebildet und 1854 an die theologische Fakultät der Sorbonne zu Paris berufen. 1867 wurde er Dekan der Kirche Sainte-Geneviève.
Nach seiner Berufung zum Bischof von Angers spendete ihm am 18. April 1870 der Erzbischof von Bordeaux, François-Auguste-Ferdinand Kardinal Donnet, die Bischofsweihe.
Auf dem ersten vatikanischen Konzil 1869/1870 spielte er eine herausragende Rolle als einer der Vorkämpfer für die Unfehlbarkeitslehre.
In der Literaturkritik werden Freppels Antworten auf die Werke „Das Leben Jesu“ und „Die Apostel“ von Ernest Renan noch gelegentlich zitiert; ansonsten war Freppels literarisches Schaffen dem Zeitgeist verhaftet und ist daher – politisch wie theologisch – überholt und Geschichte.
1868 ernannte man Freppel zum Ritter der Ehrenlegion (Chevalier de la Légion d’honneur).
Besonders aber tat sich Freppel als Elsässer durch seine Feindseligkeit gegen Deutschland hervor, und seine Einmischung in den preußischen Kulturkampf musste von der französischen Regierung unterdrückt werden, da damit u. a. 1871 die Friedensverhandlungen des Präsidenten Adolphe Thiers mit Reichskanzler Otto von Bismarck gestört worden wären. Aber auch Thiers’ Nachfolger, Patrice de Mac-Mahon, musste die Angriffe Freppels wiederholt bremsen.
Am 7. Juni 1880 in Brest in die Abgeordnetenkammer gewählt, trat er an der Stelle von Félix Dupanloup an die Spitze der klerikalen Partei.
Im Alter von 64 Jahren starb Bischof Charles-Émile Freppel am 23. Dezember 1891 in Angers.

## Apostolische Sukzession
Die Apostolische Sukzession von Bischof Freppel ist bis Kardinal Scipione Rebiba dokumentiert:
- Bischof Charles-Émile Freppel
- Kardinal François-Auguste-Ferdinand Donnet
- Bischof Charles-Auguste-Marie-Joseph de Forbin-Janson
- Kardinal Gustav Maximilian von Croÿ
- Erzbischof Jean-Charles de Coucy
- Kardinal Antonio Dugnani
- Kardinal Carlo Rezzonico
- Kardinal Giovanni Francesco Albani
- Clemens XIII.
- Benedikt XIV.
- Benedikt XIII.
- Kardinal Paluzzo Paluzzi Altieri degli Albertoni
- Kardinal Ulderico Carpegna
- Kardinal Luigi Caetani
- Kardinal Ludovico Ludovisi
- Erzbischof Galeazzo Sanvitale
- Kardinal Girolamo Bernerio, O.P.
- Kardinal Giulio Antonio Santorio
- Kardinal Scipione Rebiba

## Werke (Auswahl)
- Examen critique de la vie de Jésus de M. Renan. (14. Aufl. 1864; deutsch, Wien 1864)
- Examen critique des Apôtres de M. Renan (1866).
- Œuvres (1869).